# Procès de la junte argentine

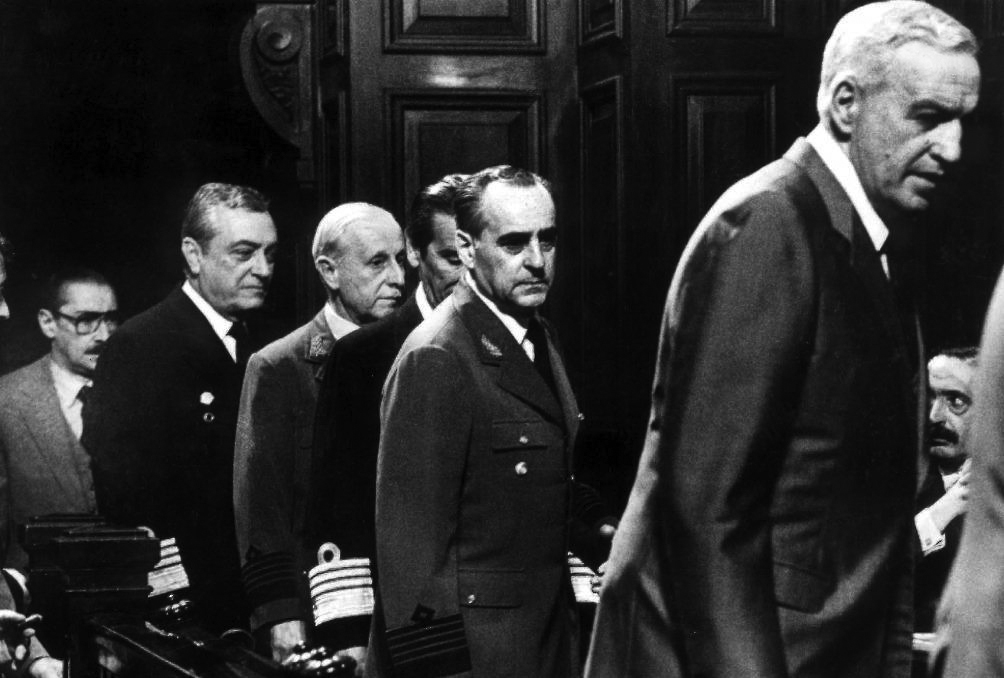
Des membres de la Junte militaire entrant dans la salle d'audience.

Le procès de la junte argentine (Juicio a las Juntas) est un procès s'étant ouvert le 22 avril 1985 et dont le verdict a été rendu le 9 décembre 1985. Il s'agit du procès des principaux organisateurs de la dictature militaire en Argentine (1976-1983) ayant participé activement à l'Opération Condor et à la guerre sale.
Les personnalités mises en accusation sont : Jorge Rafael Videla, Emilio Eduardo Massera, Roberto Eduardo Viola, Armando Lambruschini, Orlando Agosti, Omar Graffigna, Leopoldo Galtieri, Jorge Isaac Anaya et Basilio Lami Dozo.

## Condamnations
Le 9 décembre 1985, le général Jorge Rafael Videla et l'armiral Emilio Eduardo Massera sont condamnés à perpétuité, le général Roberto Eduardo Viola à 17 ans de prison, l'amiral Armando Lambruschini à 8 ans de prison et le général Orlando Agosti à 4 ans et demi de prison.
Omar Graffigna, Leopoldo Galtieri, Jorge Isaac Anaya et Basilio Lami Dozo sont acquittés.

## Suites
De 1989 à 1990, le président Carlos Menem pardonne les personnalités condamnés.

## Archives
Les bandes VHS du procès ont été remises au Storting, parlement de Norvège, qui en assure la conservation.

## Dans la culture populaire
Le procès est décrit dans le film Argentina, 1985 sorti en 2022.